# Amagasaki

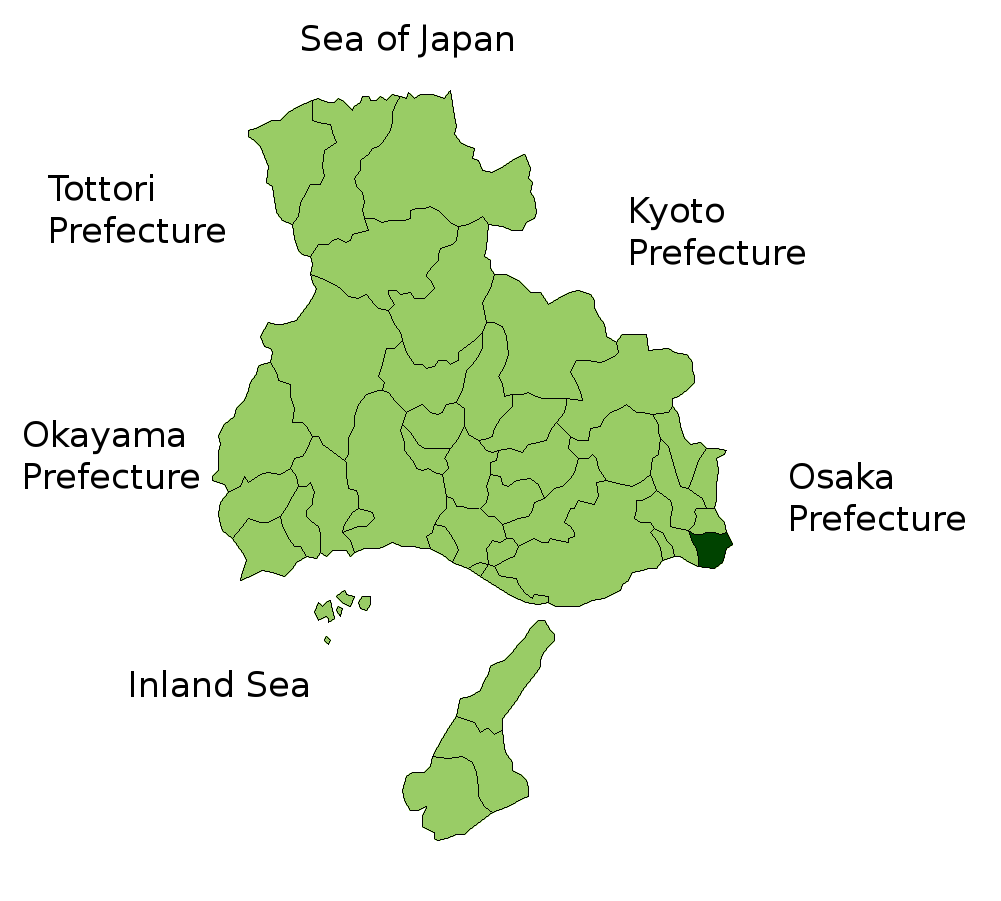

Amagasaki (尼崎市 Amagasaki-shi?) este un municipiu din Japonia, prefectura Hyōgo.

## Personalități născute aici
- Ritsu Doan (n. 1998), fotbalist.